# Стилет (лазерный комплекс)
1К11 «Стилет» — советский самоходный лазерный комплекс для противодействия оптико-электронным приборам противника.

## История создания
Разработку наземного варианта лазерного комплекса «Стилет» вело НПО «Астрофизика». Главным конструктором по направлению был Н. Д. Устинов. Разработкой шасси и установкой бортового специального комплекса занимался «Уралтрансмаш», под руководством Ю. В. Томашова. Машина 1К11 прошла испытания и была принята на вооружение. Не выпускалась серийно. Объект 312. В период с 1979 по 1982 год было выпущено 2 экспериментальных машины.
Несмотря на высокий уровень секретности, присвоенный 1К11 во время разработки, данные о машине попали в руки разведки США. В серии рисунков с новыми образцами военной техники СССР, представленной Конгрессу США с целью получения дополнительных средств на программы Министерства обороны США, на одной из картинок был изображён лазерный комплекс «Стилет».

## Описание конструкции
Основной задачей 1К11 являлось противодействие оптико-электронным системам наблюдения вероятного противника, а также управление оружием на поле боя. Для обеспечения питания лазера в моторном отделении был установлен второй двигатель мощностью 400 л. с.

### Ходовая часть
Лазерный комплекс был смонтирован на специальном семикатковом шасси, разработанном на базе САУ СУ-100П.

## Сохранившиеся экземпляры
Один из двух экземпляров был найден любителями бронетанковой техники в конце 1990-х/начале 2000-х в отстойнике 61-го бронетанкового ремонтного завода в Санкт-Петербурге. К настоящему времени, предположительно, машина была утилизирована.
Второй экземпляр был также найден любителями-энтузиастами в 2010 году на Харьковском танковом ремонтном заводе № 171. От машины осталось только шасси, всё оборудование было демонтировано.

## Оценка машины
На момент создания, 1К11 «Стилет» имел выдающиеся боевые характеристики, которые и по настоящее время соответствуют требованиям, предъявляемым к ведению оборонно-тактических операций. Разработчики комплекса 1К11 «Стилет» были награждены Ленинской и Государственной премиями.